# USS Terry (DD-513)
USS Terry (DD-513) là một tàu khu trục lớp Fletcher được Hải quân Hoa Kỳ chế tạo trong Chiến tranh Thế giới thứ hai. Nó là chiếc tàu chiến thứ hai của Hải quân Mỹ được đặt theo tên Trung tá Hải quân Edward Terry (1839-1882), người tham gia cuộc Nội chiến Hoa Kỳ. Nó hoạt động cho đến hết Thế Chiến II, được cho ngừng hoạt động năm 1947, rồi được chuyển cho Peru năm 1974 để tháo dỡ làm nguồn phụ tùng thay thế cho những chiếc còn hoạt động. Nó được tặng thưởng bảy Ngôi sao Chiến trận trong Thế Chiến II.

## Thiết kế và chế tạo
Terry được đặt lườn tại xưởng tàu của hãng Bath Iron Works Corp. ở Bath, Maine vào ngày 8 tháng 6 năm 1942. Nó được hạ thủy vào ngày 22 tháng 11 năm 1942; được đỡ đầu bởi bà Charles Nagel, Jr.; và nhập biên chế vào ngày 26 tháng 1 năm 1943 dưới quyền chỉ huy của Hạm trưởng, Trung tá Hải quân George R. Phelan.

## Lịch sử hoạt động

### Đại Tây Dương, 1943
Sau khi được trang bị tại Boston, Massachusetts trong tháng 2 năm 1943 và chạy thử máy huấn luyện ngoài khơi vịnh Guantánamo, Cuba, Terry quay trở về Boston để đại tu sau thử máy. Vào ngày 2 tháng 4, nó chuyển sang Norfolk, Virginia, rồi sau hai ngày lại tiếp tục đi đến Argentia, Newfoundland hộ tống một đoàn tàu vận tải. Nó đến nơi vào ngày 8 tháng 4, quay trở về ngay ngày hôm sau, ghé qua Portland, Maine vào ngày 11 tháng 4 để tiếp nhiên liệu, và từ ngày hôm sau bắt đầu tuần tra chống tàu ngầm tại vùng bờ biển Đông Bắc Hoa Kỳ.
Vào ngày 18 tháng 4, Terry phát hiện một tàu ngầm U-boat Đức Quốc xã. Thoạt tiên nó đã thả một lượt mìn sâu vào một tín hiệu âm thanh thu được và chờ đợi kết quả. Sau đó sonar dò thấy một quả ngư lôi đang nhắm thẳng vào mũi tàu; nó bẻ lái khẩn cấp để né tránh, và quả ngư lôi sượt qua phía đuôi tàu. Không lâu sau đó, nó phát hiện những vệt dầu loang và mảnh vỡ, nhưng nó cùng tàu khu trục USS Brownson (DD-518)) cuối cùng phải kết thúc cuộc tìm kiếm vô vọng tàu ngầm bị hư hại của đối phương. Vào ngày 20 tháng 4, nó đi vào vịnh Narragansett trong vài giờ để tiếp nhiên liệu và tiếp tế trước khi tiếp nối nhiệm vụ tuần tra. Con tàu sau đó cứu vớt những người sống sót thuộc đội bay một máy bay ném bom Lục quân và đưa họ quay trở về New York vào ngày 23 tháng 4.
Sau một chuyến tuần tra ngắn khác và một lượt ghé qua New York, Terry rời Hoa Kỳ vào ngày 1 tháng 5, hộ tống cho Lực lượng Đặc nhiệm 67 hướng sang Bắc Phi. Sau một chặng dừng tại Bermuda, nó một mình hướng đến Casablanca, đến nơi vào ngày 12 tháng 5, trải qua một tuần lễ sửa chữa và thực hành tập trận. Đến ngày 19 tháng 5, nó rời Casablanca quay trở về nhà cùng thiết giáp hạm USS Texas (BB-35). Về đến Xưởng hải quân Boston vào ngày 31 tháng 5, nó vào ụ tàu để sửa chữa, hoàn tất và lên đường vào ngày 9 tháng 6. Sau những chặng dừng ngắn tại Casco Bay, Maine và Norfolk, Virginia, nó tiếp tục đi đến Tây Ấn thuộc Anh, đi đến Trinidad vào ngày 20 tháng 6, hoạt động tuần tra chống tàu ngầm và thực hành tác xạ trong chín ngày tiếp theo. Nó rời Trinidad vào ngày 29 tháng 6, đi đến Xưởng hải quân Philadelphia, và sang ngày 3 tháng 7 được lệnh trình diện tại Norfolk.

### Chiến dịch quần đảo Solomon 1943 - 1944
Terry lên đường ba ngày sau đó cùng tàu sân bay Yorktown (CV-10) và các tàu khu trục Dashiell (DD-659) và McKee (DD-575). Chúng đi đến vùng kênh đào Panama vào ngày 10 tháng 7. Hai ngày sau, Terry, Yorktown, McKee và Sigsbee (DD-502) khởi hành hướng sang khu vực quần đảo Hawaii, đi đến Trân Châu Cảng vào ngày 24 tháng 7, nơi Terry thực hành tại vùng biển chung quanh Hawaii cho đến giữa tháng 8. Vào ngày 19 tháng 8, cùng với Fullam (DD-474) và Guest (DD-472), nó rời Trân Châu Cảng hướng sang khu vực Tây Nam Thái Bình Dương, ghé qua Suva thuộc quần đảo Fiji trước khi đi đến cảng Havannah trên đảo Efate thuộc quần đảo New Hebrides vào ngày 6 tháng 9. Sau một chuyến viếng thăm Nouméa, New Caledonia, nó quay trở về Efate một thời gian ngắn trước khi nhận nhiệm vụ tại quần đảo Solomon vào cuối tháng đó.
Terry chỉ tham gia muộn Chiến dịch quần đảo Solomon vào giữa tháng 9, hoạt động trong hai hoạt động đổ bộ sau cùng. Nhiệm vụ chính của nó tại đây bao gồm hộ tống các đoàn tàu vận tải tiếp liệu và càn quét các tuyến vận chuyển tàu bè sà lan đối phương, ngăn trở việc triệt thoái binh lính khỏi các đảo bị cô lập. Thỉnh thoảng nó rời khu vực Solomon để viếng thăm New Caledonia trong nhiệm vụ hộ tống hay để được bảo trì. Hoạt động tác chiến thực sự của nó tại khu vực Solomon diễn ra vào đầu tháng 10. Vào ngày 2 tháng 10, nó được lệnh cùng Foote (DD-511), Converse (DD-509) và Jenkins (DD-447) đi dọc lên "Cái Khe" (eo biển New Georgia) giữa đảo Choiseul và Kolombangara, với nhiệm vụ đánh chặn các sà lan đối phương đang triệt thoái binh lính khỏi Kolombangara.
Lực lượng phát hiện đối phương lúc 21 giờ 14 phút; các tàu khu trục đánh một vòng rộng sang mạn phải rồi khai hỏa năm phút sau đó. Sau khi bắn loạt đạn pháo đầu tiên, dàn radar của Terry bị trục trặc buộc nó phải ngừng bắn ba phút sau đó, sửa chữa rồi nổ súng trở lại. Đối phương bắn trả, nhưng hỏa lực của các tàu khu trục đã áp đảo hoàn toàn và đối phương biến mất khỏi màn hình radar. Một lát sau, thêm nhiều sà lan, được một tàu khu trục lớp Wakatake hộ tống, xuất hiện. Terry và đồng đội lại nổ súng và phóng một loạt ngư lôi; đối phương bắn trả nhưng các quả ngư lôi buộc chúng lẩn tránh, còn các tàu chiến Hoa Kỳ bắn thêm các loạt pháo 5 inch. Rõ ràng Đội khu trục 8 đã hoàn toàn áp đảo đối phương, và sau khi trận chiến kết thúc, Terry lên đường hướng đến eo biển Gizo.
Terry tiếp nối các hoạt động tuần tra và hộ tống cho đến cuối tháng 10. Sang đầu tháng 11, nó lại đi lên phía Bắc hộ tống cho các tàu vận chuyển George Clymer (APA-27), Hunter Liggett (APA-14) và President Jackson (APA-18) đi đến vịnh Nữ hoàng Augusta tham gia cuộc đổ bộ lên Bougainville. Vào ngày 1 tháng 11, trước ngày đổ bộ tại mũi Torokina, nó cùng Fullam chống trả một cuộc không kích của đối phương, bắn rơi hai máy bay và đánh đuổi những chiếc khác. Sáng sớm ngày hôm sau, khi binh lính đổ bộ, chiếc tàu khu trục khai hỏa lúc 05 giờ 45 phút và tiếp tục hỗ trợ cho lực lượng tấn công suốt ngày hôm đó. Lực lượng rời khu vực vào ngày 3 tháng 11, quay trở xuống phía Nam để đi đến đảo Florida ngoài khơi Guadalcanal.
Trong ba tháng tiếp theo, Terry quay lại làm nhiệm vụ thường lệ tuần tra và hộ tống các đoàn tàu vận tải tiếp liệu, thường xuyên viếng thăm Bougainville và tuần tra các quần đảo Russell và Treasury; chiếc tàu khu trục cũng thực hiện hai chuyến đi đến Nouméa. Trong hai tuần lễ đầu của tháng 12, nó hai lần đụng độ với đối phương. Vào ngày 3 tháng 12, đang trên đường đi từ Guadalcanal đến Bougainville, nó bị liên tiếp hai cuộc tấn công: một tàu ngầm Nhật Bản đã phóng hai quả ngư lôi nhắm vào nó, nhưng Terry cơ động né tránh và hai quả ngư lôi sượt qua phía đuôi tàu. Hầu như cùng lúc đó, các máy bay đối phương xuất hiện và tìm cách tiếp cận; chúng rút lui sau khi một chiếc bị hỏa lực phòng không của chiếc tàu khu trục bắn rơi. Khi Terry trên đường đi Bougainville mười một ngày sau đó, một máy bay đối phương lại tìm cách tấn công; nó cũng rút lui sau khi chịu đựng hỏa lực phòng không của con tàu.
Sau các hoạt động tuần tra, hộ tống vận tải và bảo trì tại Nouméa, Terry được lệnh bảo vệ cho cuộc đổ bộ lớn sau cùng trong Chiến dịch quần đảo Solomon lên quần đảo Green, New Guinea. Nó rời vịnh Purvis cùng Braine (DD-630) và Warrington (DD-383) vào ngày 13 tháng 2, và trong cuộc đổ bộ vào ngày 15 tháng 2, ba chiếc tàu khu trục đã nổ súng vào một máy bay đối phương, nhưng đã ngừng bắn khi đối thủ bị một máy bay tiêm kích Thủy quân Lục chiến Hoa Kỳ đánh chặn và bắn rơi. Sau đó Terry và một đội tàu đổ bộ LST đã ngăn chặn một máy bay ném bom bổ nhào đối phương trong một đợt tấn công khác, đối phương duy trì ở một khoảng cách xa cho đến khi quyết định bỏ dỡ cuộc chiến và bỏ đi. Chiếc tàu khu trục rời khu vực quần đảo Green vào ngày 21 tháng 2 để quay vể Tulagi.
Mục tiêu tiếp theo của Terry là căn cứ chủ lực của Nhật Bản tại Rabaul, trên đảo New Britain thuộc quần đảo Bismarck. Nó khởi hành từ Tulagi vào ngày 23 tháng 2, được tiếp nhiên liệu tại quần đảo Treasury, và đi đến Rabaul ngay trước bình minh ngày 25 tháng 2. Các khẩu pháo của nó đã nhắm vào các căn cứ đối phương trên bờ tại khu vực Vunapore trong 23 phút, và cho đến khi nó rời đi lúc khoảng 03 giờ 00,  nhiều vụ nổ xảy ra gây nên một đám cháy có thể chứng kiến trong phạm vi 20 mi (32 km). Tư lệnh đội khu trục hủy bỏ các hoạt động bắn phá tiếp theo để càn quét khu vực đảo Duke of York nhằm cứu vớt một phi công bị bắn rơi. Sau khi các nỗ lực tìm kiếm không mang lại kết quả, con tàu quay về New Georgia.
Terry tiếp tục ở lại khu vực Tây Nam Thái Bình Dương trong ba tháng tiếp theo, hộ tống cho đội đặc nhiệm tiến hành cuộc đổ bộ lên Emirau mà không gặp sự kháng cự vào ngày 20 tháng 3, rồi tiến hành các hoạt động tuần tra và hộ tống vận tải thường lệ. Vào ngày 2 tháng 4, nó cứu vớt những người sống sót của đội bay một máy bay ném bom Consolidated B-24 Liberator bị bắn rơi, và sau một đợt nghỉ ngơi tại Sydney, Australia vào đầu tháng 5, nó lên đường đi Efate, đến nơi vào ngày 13 tháng 5. Trong thời gian còn lại của tháng 5, nó tập trận cùng Đội thiết giáp hạm 3, bao gồm các chiếc Idaho (BB-42), New Mexico (BB-40) và Pennsylvania (BB-38).

### Chiến dịch quần đảo Mariana - 1944
Terry kết thúc lượt phục vụ tại khu vực Tây Nam Thái Bình Dương vào đầu tháng 6, và tham gia các chiến dịch tại vùng Trung tâm Thái Bình Dương. Nó rời Efate cùng Đội đặc nhiệm 53.14 vào ngày 2 tháng 6 để hướng sang quần đảo Marshall, rồi gia nhập Đệ Ngũ hạm đội dưới quyền Đô đốc Raymond A. Spruance tại đảo san hô Kwajalein. Đến ngày 10 tháng 6, nó rời vũng biển cùng các đơn vị hạm đội để hướng sang quần đảo Mariana, đến hai mục tiêu đầu tiên của Chiến dịch quần đảo Mariana và Palau là Saipan và Tinian. Con tàu được phân về lực lượng tham gia cuộc chiếm đóng Tinian có nhiệm vụ tiêu diệt các khẩu đội pháo đối phương ở phía Bắc Tinian và vô hiệu hóa sân bay Ushi Point. Nó khai hỏa lúc 11 giờ 21 phút sáng ngày 14 tháng 6, phá hủy các cơ sở đối phương tại sân bay, và đến tối đã bắn pháo quấy phá dọc bờ biển phía tây của hòn đảo.
Terry quay trở lại tiếp tục bắn phá sân bay Ushi Point vào sáng ngày 15 tháng 6, rồi sau đó cùng tàu tuần dương hạng nặng San Francisco (CA-38) trợ giúp cho binh lính trên bờ, tiêu diệt một khẩu đội súng cối đối phương vốn đẫ gây thương vong cho binh lính Hoa Kỳ. Sang xế chiều, sau khi chống trả hai máy bay Nhật Bản tấn công, nó rút lui để bảo vệ các tàu vận tải ở phía Nam. Trước bình minh ngày 16 tháng 6, nó tham gia thành phần hộ tống các thiết giáp hạm Idaho và Pennsylvania để bắn phá bán đảo Orote trên đảo Guam trong hai giờ.
Cùng ngày hôm đó Đô đốc Spruance bắt đầu tập trung lực lượng sau khi phát hiện Hạm đội Liên hợp Nhật Bản đang tiến đến, để chuẩn bị cho Trận chiến biển Philippine. Terry nằm trong số các tàu khu trục được cho tách khỏi thành phần hộ tống Đội bắn phá dưới quyền Chuẩn đô đốc Jesse Oldendorf, nhằm tăng cường việc bảo vệ phòng không cho Lực lượng Đặc nhiệm 58, lực lượng tàu sân bay nhanh. Nó gia nhập Đội đặc nhiệm 58.3 để bảo vệ cho Lexington (CV-16), soái hạm của Phó đô đốc Marc Mitscher, Tư lệnh Lực lượng Đặc nhiệm 58, USS Enterprise (CV-6), một cựu binh thời trận Midway, và hai tàu sân bay hạng nhẹ Princeton (CVL-23) và San Jacinto (CVL-30).
Vào ngày 19 tháng 6, hạm đội tàu sân bay Nhật Bản tung ra đợt tấn công nhắm vào Đệ Ngũ hạm đội Hoa Kỳ. Đợt tấn công đầu tiên bị những máy bay tiêm kích tuần tra chiến đấu trên không (CAP) ngăn chặn, nên không đến được đội hình các tàu chiến, và Terry không thấy máy bay Nhật Bản nào cho đến 11 giờ 57 phút, khi bốn kẻ tấn công tìm cách xâm nhập đội hình của nó. Chiếc thứ nhất, một máy bay ném bom bổ nhào, chưa kịp cắt bom trước khi bị hỏa lực phòng không bắn rơi; ba máy bay ném bom-ngư lôi tiếp nối cũng chịu cùng số phận, khi quá trình tiếp cận ở tầm thấp trở thành mục tiêu dễ dàng và bị bắn rơi trước khi có thể phóng ngư lôi. Trong thời gian còn lại trong ngày hôm đó, nó chỉ trông thấy những máy bay không rõ nhận dạng ở tầm rất xa. Ngay sau 13 giờ 00, con tàu bị rung chuyển bởi một vụ nổ dưới nước, được cho là bởi một quả mìn sâu của một máy bay bị bắn rơi.
Trận chiến biển Philippine, còn được biết đến dưới tên lóng "Cuộc săn vịt trời Mariana vĩ đại", đã hầu như vô hiệu hóa sức mạnh không lực trên tàu sân bay của Hải quân Đế quốc Nhật Bản. Terry hoạt động cùng Đội đặc nhiệm 58.3 cho đến ngày 22 tháng 6, khi rõ ràng là hạm đội Nhật Bản đã bị đánh bại và phải rút lui toàn diện, và việc đổ bộ chiếm đóng Saipan và Tinian được tiếp tục mà không gặp bất ngờ lớn nào khác. Từ ngày 22 tháng 6 đến ngày 12 tháng 7, chiếc tàu khu trục tuần tra chống tàu ngầm ngoài khơi Saipan; trong một dịp nó đã thả 11 quả mìn sâu vào một tín hiệu sonar nghi ngờ nhưng không có kết quả. Nó rời khu vực Mariana và đi vào vũng biển Eniwetok vào ngày 15 tháng 7, tuần tra chống tàu ngầm tại khu vực thả neo cho đến ngày 17 tháng 7, khi nó lên đường quay trở lại Mariana để tham gia lực lượng tấn công lên Guam.
Terry đi đến Guam vào ngày 22 tháng 7, một ngày sau cuộc đổ bộ, và hỗ trợ cho binh lính trên bờ cho đến ngày 10 tháng 8. Con tàu đã hoạt động tuần tra chống tàu ngầm và bắn pháo sáng ban đêm, rồi bắn hỏa lực theo yêu cầu của các đội trinh sát pháo binh trên bờ, cũng như bắn pháo quấy rối ban đêm. Vào ngày cuối cùng tại Mariana, 10 tháng 8, nó đảm nhiệm cột mốc radar canh phòng trước khi lên đường đi Hawaii.
Sau một chặng dừng tại Eniwetok, Terry về đến Trân Châu Cảng vào ngày 21 tháng 8, nơi con tàu được sửa chữa và tiếp liệu trong khi thủy thủ đoàn được nghỉ ngơi. Nó rời Trân Châu Cảng vào ngày 15 tháng 9 để đi Eniwetok, đến nơi vào ngày 30 tháng 9, rồi lại lên đường ba ngày sau đó hộ tống một đoàn tàu vận tải đi Ulithi, đến nơi vào ngày 13 tháng 10. Từ đây con tàu quay trở về Hoa Kỳ, và được đại tu tại Xưởng hải quân Mare Island.
Hoàn tất việc đại tu vào ngày 13 tháng 12, Terry huấn luyện thực hành dọc theo vùng bờ Tây cho đến ngày 18 tháng 12, khi nó lên đường đi sang phía Tây cùng thiết giáp hạm Missouri (BB-63). Sau một chặng dừng tại Trân Châu Cảng, nó tiếp tục hành trình sang phía Tây, gia nhập trở lại Đệ Ngũ hạm đội tại Eniwetok vào ngày 5 tháng 2 năm 1945, rồi lên đường hai ngày sau đó hộ tống cho lực lượng tấn công lên Iwo Jima.

### Trận Iwo Jima - 1945
Sáng ngày 16 tháng 2, Terry gặp gỡ một nhóm tàu quét mìn cách khoảng 9 mi (14 km) về phía Nam Iwo Jima, và sau 10 giờ 00 đã khai hỏa nhắm vào các vị trí pháo đối phương để hỗ trợ cho hoạt động của các tàu quét mìn, khi chúng dọn sạch các lối tiếp cận bãi biển. Lúc khoảng 14 giờ 32 phút, một khẩu đội pháo 4-inch Nhật Bản nhắm vào chiếc tàu khu trục, buộc nó phải tăng tốc lên 25 kn (46 km/h); hỏa lực pháo 5-inch bắn trả của chiếc tàu khu trục đã khiến khẩu đội pháo đối phương phải im tiếng. Nhờ sự trợ giúp của Terry, các tàu quét mìn hoàn tất nhiệm vụ lúc 16 giờ 00 mà không bị thiệt hại. Con tàu rút lui trong đêm, nhưng quay trở lại hòn đảo sáng hôm sau tiếp tục bắn phản pháo. Sau cuộc đổ bộ vào ngày 19 tháng 2, nó tiếp tục hỗ trợ hỏa lực cho binh lính trên bờ vào ban ngày và bảo vệ cho các tàu chiến thuộc Lực lượng Đặc nhiệm 54 vào ban đêm.
Lúc 02 giờ 45 phút sáng ngày 1 tháng 3, Terry đang trợ giúp cho tàu khu trục Capps (DD-550) trong việc truy lùng một tàu ngầm Nhật Bản, khi một máy bay ném bom-ngư lôi bay thấp tiếp cận nó từ phía mũi bên mạn phải, và phóng một quả ngư lôi khi còn cách con tàu 1.000 yd (910 m). Sĩ quan trinh sát trên tàu phát hiện kẻ tấn công và phát tín hiệu cảnh báo kịp thời, nên con tàu mở hết tốc độ và bẻ hết lái sang mạn phải; quả ngư lôi băng ngang cách đuôi tàu 50 yd (46 m). Đến 07 giờ 20 phút sáng, con tàu di chuyển đến vị trí bảo vệ về phía Bắc hòn đảo, và khi nó đi ngang Kitano Point ở bờ biển phía Bắc Iwo Jima, một khẩu đội pháo bờ biển đối phương đã nhắm bắn vào nó. Con tàu bắn trả bằng dàn pháo chính và cơ động né tránh; và cho dù nó bắt khẩu pháo đối phương cuối cùng cũng im tiếng, một phát đạn pháo đối phương đã bắn trúng sàn chính bên mạn phải, làm hỏng động cơ bên phải, mất điều khiển bánh lái và thông tin liên lạc.
Terry nới rộng khoảng cách bằng động cơ còn lại bên mạn trái, trong khi tàu tuần dương Pensacola (CA-24), thiết giáp hạm Nevada (BB-36) cùng một số tàu khu trục phản pháo tiêu diệt khẩu pháo bờ biển đối phương. Các tàu khác đã đi đến để trợ giúp Terry, cứu chữa y tế và sửa chữa các thiệt hại. Những người bị thương được sơ cứu trước khi chuyển sang tàu bệnh viện; con tàu được hộ tống đến bờ biển phía Nam Iwo Jima nơi nó được sửa chữa khẩn cấp trong hai ngày. Nó rời khu vực quần đảo Volcano vào ngày 3 tháng 3 cho hành trình quay trở về Hoa Kỳ để sửa chữa.
Sau khi được sửa chữa tạm thời tại Saipan và ghé qua Eniwetok và Trân Châu Cảng, Terry về đến Xưởng hải quân Mare Island và được sửa chữa tại đây trong hai tháng tiếp theo, thực hành và tập trận dọc theo vùng bờ biển California. Vào ngày 13 tháng 6, nó hướng về phía Nam và thực tập tại khu vực San Diego trước khi hộ tống tàu sân bay Wasp (CV-18) đi Hawaii. Vào ngày 11 tháng 7, Terry cùng Wasp và tàu khu trục Benner (DD-807) rời Trân Châu Cảng để gặp gỡ Lực lượng Đặc nhiệm 38; và trong những tuần cuối cùng của chiến tranh nó tham gia các cuộc không kích xuống chính quốc Nhật Bản.
Sau khi Nhật Bản đầu hàng kết thúc cuộc xung đột, Terry hoạt động tại vùng biển Nhật Bản, tuần tra và làm dịch vụ vận chuyển đưa đón cho lực lượng chiếm đóng. Nó lên đường quay trở về nhà vào ngày 1 tháng 11, ghé qua Trân Châu Cảng trước khi tiếp tục hướng đến San Diego, về đến nơi vào ngày 20 tháng 11. Trong một năm tiếp theo, nó hoạt động cùng Hạm đội Thái Bình Dương, rồi được cho xuất biên chế vào tháng 1 năm 1947, neo đậu cùng Đội San Diego trực thuộc Hạm đội Dự bị Thái Bình Dương. Con tàu được chuyển đến Long Beach, California, và sau cùng tại Bremerton, Washington trước khi được rút khỏi danh sách Đăng bạ Hải quân vào ngày 1 tháng 4 năm 1974. Nó được bán cho Peru vào ngày 26 tháng 7 năm 1974 để tháo dỡ làm nguồn phụ tùng.

## Phần thưởng
Terry được tặng thưởng bảy Ngôi sao Chiến trận do thành tích phục vụ trong Thế Chiến II.